# 小啮虫亚目
小啮虫亚目（學名：Trogiomorpha）是啮虫目（Psocodea）的七個亞目之一，以黴菌和腐屑為食。

## 概說
小啮虫亚目物種的觸角由22到50節組成，有三節跗節。
肛側板肛門脊柱。
小啮虫亚目原來是舊有啮虫目物種中最細小的亞目，但也包含有7個科，約340個現存及化石物種。這包括有化石單屬科Archaeotropidae到有超過200個物種的鱗嚙蟲科（Lepidopsocidae）。當中單單在台灣，就有現存物種23科48屬77種。在新的啮虫目（Psocodea），小啮虫亚目僅次於只有單獨一個科的象蝨亞目。

## 分類
本亞目大致可以分為：
- Atropetae下目
  - 鱗嚙蟲科 Lepidopsocidae
  - 圓翅嚙蟲科 Psoquilidae
  - 節嚙蟲科 Trogiidae
  - †Archaeotropidae
  - †Empheriidae
- Psocathropetae下目
  - 裸嚙蟲科 Psyllipsocidae
  - 鋸嚙蟲科 Prionoglarididae